# Chatyr-Dag
Chatyr-Dag (em russo:  Чатыр-Даг, transl. Chatyr-Dag; em ucraniano:  Чатир-Даг, transl. Chatir-Dah; em tártaro da Crimeia:  Çatır Dağ) é o quinto maciço montanhoso mais alto da Crimeia, localizado na cordilheira principal dos montes da Crimeia. O ponto mais alto do maciço está localizado no monte Eklizi-Burun, que tem uma altitude de 1 525 m.

## Etimologia
O nome "Chatyr-Dag" tem origem no tártaro da Crimeia "Çatır Dağ", que pode ser traduzido como "Tenda-Montanha" (çatır - "tenda, barraco", dağ - "montanha"). Chatyr-Dag também é identificado como "montanha Trebizonda" mencionada por Estrabão (do grego clássico: Τραπεζοῦς ὄρος - "Montanha da Mesa").